# Seymchan (Meteorit)
Koordinaten: 62° 54′ 0″ N, 152° 26′ 0″ O

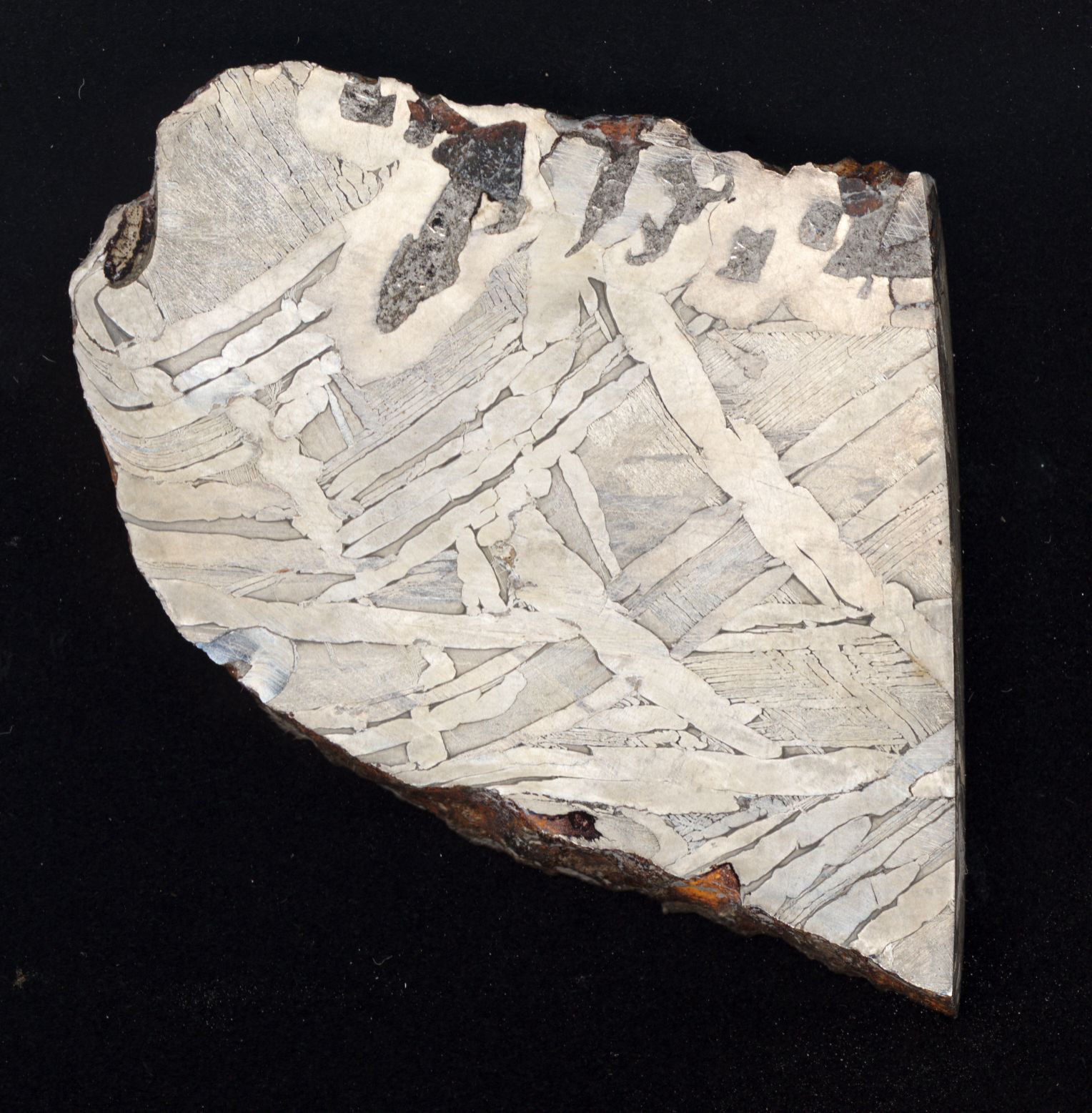
Seymchan: geätzter Schliff mit Figuren und Einschlüssen

Vom Meteoriten Seymchan (russisch Сеймчан; deutsche Transkription Seimtschan; wiss. Transliteration Sejmčan) wurde im Juni 1967 ein Stück von 272,3 kg bei Seimtschan in der Oblast Magadan im Osten Russlands gefunden. Es lag im Flussbett des in die Jassatschnaja mündenden Chekandue. Im Oktober des gleichen Jahres fand man ein weiteres Stück von 51 kg. Diese Stücke wurden als Oktaedrite der Gruppe IIE eingestuft.
In einer späteren Expedition 2004 wurden weitere Teile mit einer Gesamtmasse von etwa 50 kg gefunden, bei deren Untersuchung man feststellte, dass es Olivineinschlüsse gab, ähnlich dem Pallasit Glorieta Mountain. Bei weiteren Untersuchungen stellte sich heraus, dass es zwei Typen von Fundstücken gibt. Die Russische Akademie der Wissenschaften und das Institut für Geochemie und analytische Chemie sollen klären, ob es sich bei den später gefundenen Stücken eventuell um einen anderen Meteoriten handelt.